# Counterfeit Cat
Counterfeit Cat (conocido en Latinoamérica como Gatastrófico y en España como Alien gatuno) es una serie de televisión animada británico-canadiense producida por Wildseed Kids y Tricon Kids & Family para Teletoon y Disney XD. La serie se emitió por primera vez en Disney XD en el Reino Unido el 12 de mayo de 2016. En los Estados Unidos, el primer episodio se emitió en Disney XD como una previsualización el 31 de mayo de 2016 y oficialmente el 20 de junio de 2016. En España, se estrenó el 10 de octubre de 2016 en Disney XD. En Canadá, se estrenó el 1 de noviembre de 2016 en Teletoon. En Latinoamérica, el 19 de junio de 2017 en Disney Channel.

## Sinopsis
La serie gira en torno a las aventuras y la amistad de Max (Marc Wootton), un gato doméstico perezoso, y Gark (Alex Kelly), un alienígena que se disfraza con un traje de gato de punto púrpura para mezclarse entre la gente. Gark estrelló su nave espacial en la Tierra, aterrizando en el cuarto de lavado de Betty (Kayvan Novak), una mujer que es del todo amable que es la dueña de Max. Gark cree que Max es un tigre, la especie más valiente de la Tierra, a pesar de la cobardía de Max. Los dos se encuentran a menudo en situaciones surrealistas y peligrosas debido a los poderes inestables, extraños de Gark, que Max utiliza a menudo en su propia ventaja sin pensar en las consecuencias.

## Personajes

### Personajes principales
- Max (interptetado por Marc Wootton, nombre completo: "Maximillian Fluffybottom III") es un gato de casa amarillo, perezoso y egoísta que es mimado por Betty. Max a menudo se mete en aventuras peligrosas y aterradoras con Gark - aventuras que Max odia involucrarse Hay muchas personalizaciones de él posiblemente en cada episodio.
- Gark (interpretado por Alex Kelly) es un ingenuo alienígena de nueve años disfrazado de traje de gato de punto púrpura para mezclarse. A menudo utiliza sus poderes para Max (Si necesita ayuda). Gark es a menudo más valiente que Max. A menudo van de aventuras juntos. Sus personalizaciones aparecieron en cada episodio.
- Betty (voz de Kayvan Novak) es la dueña de Max y Gark. En "Jackson 5", se revela que ella tenía a Jackson ya Max (antes de que Gark viniera a la tierra) cuando ella era más joven. En "Humanoid", Ella tiene una hija llamada, Jeanette y reveló que ella ha muerto maridos. Ella no apareció en cada episodio que a menudo, por lo que es un personaje recurrente

### Personajes recurrentes
- Staring Dog es un perro con ojos grandes y pelo marrón grisáceo, constantemente mira a Max lo que lo hace incómodo y asustado. Hizo su debut en "Bin Juice" en forma de un cameo.
- Phlegmy (interpretado por Kayvan Novak) es el furball verde originalmente comenzó como un planeta y la luna por Gark. Todas las bolas de piel se fusionaron para crearlo. Y es tratado como un niño por Max y Gark ellos mismos. Hizo su debut en "Furst Born". Más tarde hizo su forma de un cameo en el episodio "Dreamcatcher".
- Throckmorton (voz de Kayvan Novak) es la inteligencia artificial de la nave de Gark, es sobreprotector de Gark y actúa como una figura paterna, aunque cuando se trata de Max sus actitudes chocan. Hizo su debut en "Wart Attack".
- Ranceford (expresado por Katherine Ryan) es un gato blanco, de ojos extraños. Max la abraza, pero como los otros animales prefiere a Gark a Max. Ella es la líder de The Sunshine Circle de Cats y niega la membresía de Max. Hizo su debut en "Catiquette".
- The Kid (interpretado por Kyle Soller) es una ardilla que vive en el parque al lado del apartamento de Betty. Hizo su debut en "Bin Juice".
- The Squirrels (también interpretado por Kyle Soller) son las tres ardillas que también vive al lado del apartamento de Betty como The Kid. Hicieron un cameo en "The Last Yogi Standing".
- Nelson (también interpretado por Katherine Ryan) es una paloma verde muda y con sobrepeso y el mejor amigo del niño. También debutó en "Bin Juice".
- Cutter(interpretado por Kayvan Novak) es un gato de color verde-azul claro con un ojo derecho amarillo y un parche de ojo izquierdo y pelo púrpura. Hizo su silenciosa aparición en "Bin Juice". Su nombre fue revelado más tarde en "Cat Box of Fear".
- Anton (también interpretado por Kayvan Novak) es un perro verde con pelo negro. En su primera aparición es un matón a Max, pero en episodios posteriores no es una amenaza.
- 'Trash Can Hat Cat'  (interpretado por Kayvan Novak) es un gato con piel desaliñada, cree en teorías salvajes de la conspiración y no tiene hogar. Hizo su debut en "Catiquette", su nombre fue revelado en "The Cat Crib".
- Clamant (interpretado por Kyle Soller) es un gato con pelo naranja, ojos amarillos, una banda de tenis rosada y un rostro blanco y negro que es un experto en yogui y es un rival de Max y Gark. Hizo su aparición en "The Last Yogi Standing".
- Chico (interpretado por Sandra Dickinson) es un cazador de recompensas disfrazado de cachorro. Quiere secuestrar a Gark porque hay una recompensa en su cabeza por conducir su barco demasiado rápido. Hizo su debut en "Wart Attack".
- Zaxos (también expresado por Sandra Dickinson) es un cazador de recompensas Wartian establecido para capturar Gark junto con Chico. Hizo su debut en "Wart Attack", más tarde apareció en "Zaxos Returns" y afirma haber cambiado sus formas, pero es en realidad a robar las mejillas de Betty.
- The Cat Toy God (voz de Kayvan Novak) es el némesis de Max y el regente de una dimensión alternativa que se encuentra debajo del sofá de Betty. Hizo su debut en "Donde todos los juguetes del gato van".
- Jackson (voz de Kayvan Novak) es una luz verde, calle, oreja-rasgado, un gato legged. Sigue muriendo y regresando de entre los muertos, culpa a Max por sus muertes y trata de matarlo pero, como Anton, no es una amenaza en episodios posteriores. Hizo su debut en "Jackson 5".
- Wilma (voz de Kayvan Novak) es una anciana que posee, Staring Dog y uno de los amigos de Betty. Hizo su debut en "Staring Dog".
- Jeanette (también interpretado por Kayvan Novak) es una chica obsesionada por el gato que es la hija de Betty. Hizo su debut en "Humaniod" e hizo su mayor aparición en "Fun in the Sun", donde cuida a Max y Gark durante el fin de semana hasta que se escapen.
- Charles Anthony (interpretado por Adam Buxton) es el juguete favorito de Max, aunque ahora es propiedad de Cat Toy God después de que Max lo dejó debajo del sofá. Él sólo habla cuando está en la dimensión de God Toy Toy. También hizo su debut en "¿Dónde van todos los juguetes de gato?".
- Doris (voz de Kerry Shale)) es una anciana de ojos azules y pelo gris, que es un alimentador de aves y Max y el nemesis de Gark. Hizo su debut en "Breaking Bread".
- Edwin (interpretado por Adam Long es un hombre con una camisa blanca y una corbata púrpura y uno de los socios de Doris. También debutó en "Breaking Bread".
- Marge (interpretado por Myles McLeod) es un anciano y también uno de los socios de Doris. "Hizo su debut en" Breaking Bread ".
- Flargle (interpretado por Sandra Dickinson) es una alienígena de ojos púrpuras de tres ojos que publica en un blog acerca de lo malo que es un planeta Tierra, lo que hace que Gark esté loco. Ella se asocia con Chico y Zaxos en el episodio, "Gark's Got Talent". Hizo su debut en "Mere Mortals".
- Chameleon (interpretado por Kerry Shale) es un camaleón que se convirtió en un super villano de Gark en "The Gark Night Rises". Él apareó con Anton y perro que miraba en el episodio, "Gark consiguió talento".
- Jibbo (interpretado por Alexa Kahn) es un extranjero verde y amarillo que uno de los salvadores de Baa-Boo-Raa. Ella fue presentada en el episodio "Gone Gark" en la parte 2.
- Baa-Boo-Raa (interprertado por Reginald D. Hunter) es un Sensei que eligió Gark para salvar el universo uniéndose a los salvadores para el entrenamiento. Fue presentado en "Gone Gark".

## Producción

### Desarrollo
El 3 de diciembre de 2010, Aardman Animations originalmente comenzó el desarrollo del show para Disney. La serie es la primera serie de Aardman en utilizar animación tradicional. El desarrollo estaba en la coproducción con los estudios de Wildseed para terminar el desarrollo para el proyecto junto mientras que Atomic Cartoons fue contratado para servir a la producción de la animación.
Durante el desarrollo, la serie iba a centrarse en la vida de un gato de casa de 9-12 años llamado "Gort". Según un artículo temprano. Pero sin embargo, la idea original del programa fue desechada debido a varias dificultades.
Los diseños para el show fueron proporcionados por Antoine Birot y Raphael Chabassol basado en diseños originales de Nick Edwards. La serie está dirigida por Ben Marsaud y producida por Sarah Mattingley. La primera temporada consistió en 52 episodios completos y 11 cortocircuitos de dos minutos.
Es la primera serie de Disney XD que se ha asociado con Aardman Animations. La compañía también se conoce para Wallace y Gromit, Shaun la oveja, Chicken Run y Caninum y comúnmente Rex el Runt.

### Animación
Los servicios de animación de la serie son manejados por Atomic Cartoons. La compañía de la animación también se conocía para Atomic Betty, Captain Flamingo y también actualmente en la sexta temporada de Max & Ruby y Angry Birds Toons. La animación se está haciendo en Adobe Flash.

## Episodios
| Temporada | Temporada | Episodios | Reino Unido        | Reino Unido          | Estados Unidos      | Estados Unidos      | Latinoamérica                        | Latinoamérica       | España                | España              |
| Temporada | Temporada | Episodios | Comienzo           | Final                | Comienzo            | Final               | Comienzo                             | Final               | Comienzo              | Final               |
| --------- | --------- | --------- | ------------------ | -------------------- | ------------------- | ------------------- | ------------------------------------ | ------------------- | --------------------- | ------------------- |
|           | 1         | 52        | 12 de mayo de 2016 | 9 de febrero de 2017 | 20 de junio de 2016 | 30 de enero de 2017 | 19 de junio de 2017 (Disney Channel) | 20 de abril de 2017 | 10 de octubre de 2016 | 26 de abril de 2017 |